# Kele (C.60) jezici
Kele (C.60) jezici podskupina od (6): nigersko-kongoanskih jezika koji se govore u DR Kongu. Podkasificirana je sjeverozapadnoj bantu skupini u zoni C.
Predstavnici su: foma ili fuma [fom], 13.000 (2002); kele ili ekele [khy], 160.000 (1980 UBS); lombo ili olombo [loo], 10.000 (Welmers 1971); poke ili puki [pof], 46.000 (Welmers 1971); so ili eso, gesogo [soc], 6.000 (Welmers 1971); mbesa ili mobesa, mombesa [zms], 8.400 (2002);

## Vanjske poveznice
- Ethnologue (14th)
- Ethnologue (15th)